# Гранодиорит
Гранодиорит је кисела дубинска магматска стена. Настаје кристализацијом киселих магми са мањим садржајем кварца, у односу на гранитске магме.
Минерали који изграђују гранодиорит су:
- кварц,
- алкални фелдспат, који може бити ортоклас или микроклин,
- интермедијарни плагиоклас,
- бојени минерали (најчешће из групе лискуна).

Структура гранодиорита је зрнаста, а текстура масивна.